# Czerniawa-Zdrój
Czerniawa-Zdrój (do roku 1945 Bad Schwarzbach) je lázeňské sídlo na jihozápadě Polska u státních hranic s Českou republikou. Je součástí města Świeradów-Zdrój v okrese Lubáň v Dolnoslezském vojvodství. Řadí se mezi nejstarší lázeňská místa tohoto vojvodství.
Sídlo se nachází v dolině Černého potoka (kdysi říčka Schwarzbach) při úpatí jizerskohorské Czerniawské Kopy (776 m n. m.). Procházejí tudy polské silnice číslo 358 a 361, které na hraničním přechodu do České republiky pokračují jako silnice II/291 směrem k Novému Městu pod Smrkem a Frýdlantu.

## Místní části
Czerniawa-Zdrój sestává z několika osad, které byly původně samostatné. Krom vlastní Czerniawy (Bad Schwarzbach) jsou to následující:
- Ulicko (Strassberg nebo Bergstrass)
- Graniczna (Grenzdorf)
- Łęczyna (Hermsdorf)

## Historie
U říčky Schwarzbach, která tvořila hranici mezi Slezskem a Horní Lužicí, se v 17. století nacházela zpustlá sklářská huť, jež patřila šlechtickému rodů Schaffgotschů. Sklářský mistr Martin Schulz, který byl kvůli své evangelické víře vyhnán z Čech, zde postavil v roce 1651 novou sklárnu. Mezi zakladatele nově vznikající obce Schwarzbach patřili exulanti německé národnosti, ale k nim se brzy přidali i tzv. Stockböhmen (tj. „Češi jak poleno“), kteří rovněž prchali před násilnou rekatolizací. Vesnice patřila pod farnost Meffersdorf.
Během osmdesátých let 18. století existoval u obce důl „Jan Nepomucký“, v němž se těžil kobalt. Roku 1782 došlo k objevu prvních minerálních pramenů s nízkou mineralizací obsahující hydrogenuhličitan vápníku a hořčíky železa, fluoru a radonu.
Na počátku 19. století vyrostla v obci lázeň, což přineslo její rozvoj. Roku 1860 byl postaven první lázeňský dům a roku 1910 se vybudoval lázeňský dům, který stále stojí.
Po druhé světové válce přešla obec na základě rozhodnutí jaltské konference z německé pod polskou správu, poté došlo ke změně názvu na Leśny Zdrój, které se ještě během následujícího roku (1946) změnilo na Czerniawa Zdrój. Místní obyvatelstvo, pokud se nejednalo o Poláky, bylo vyhnáno, nový utvořený stát menšiny netoleroval.

## Kulturní památky
Ke chráněným nemovitým památkám v Czerniawě-Zdróji patří:
- kostel Povýšení svatého Kříže z let 1934 až 1937 v části Graniczna
- dům číslo 12 v ul. Główna – zděná stavba z roku 1765, přestavěná na přelomu 19. a 20. stol.
- Ďábelský mlýn (pol. Czarci Młyn), vystavěný roku 1890. Do roku 1951 jej pohánělo vodní kolo a je jedním z mála zachovaných ve zdejším regionu. Uvnitř stavby se nachází původní, nezměněné vybavení typické pro tyto stavby z přelomu 19. a 20. století.

Mezi další pamětihodnosti lze zařadit:
- Pramen císaře Josefa (pol. Źródło Cesarza Józefa), před r. 1945 chráněný jako přírodní památka, v Ulicku
- předválečné lázeňské vily a penziony
- řadu dřevěných a polodřevěných lidových staveb, typických pro tuto část Jizerských hor